# 美口酒厂原址
美口酒厂原址是位于中国山东省青岛市市南区湖南路34、36、38号（含浙江路3号乙、浙江路5号）的一座旧商业建筑，约建于1913-1914年，最初为德商备德洋行用房，1930年代至1950年代曾为美口酒厂（青岛葡萄酒厂前身）厂址，抗日战争末期至解放战争期间其部分房间曾为胶东军区青岛秘密联络站，现为市南区文物保护单位。

## 历史

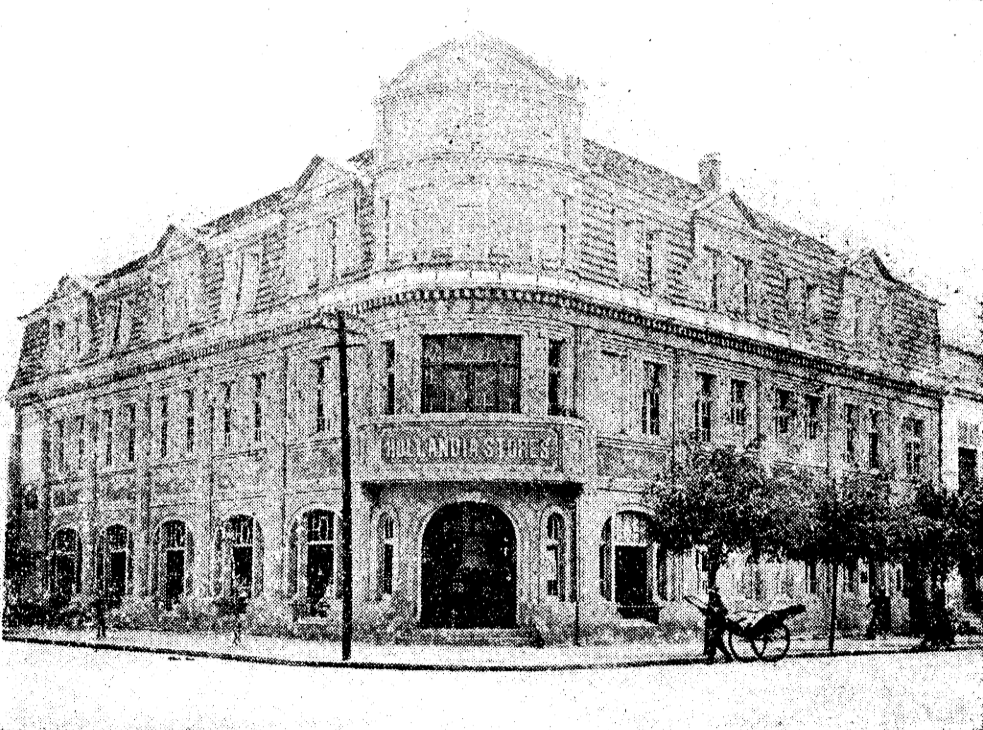
湖南路34号由荷华洋行使用时的老照片，《接收青岛纪念写真》

1913年，德商备德洋行（Carl Bödiker & Co.）购入位于湖南路浙江路路口东南角的地块，并在此建设了一栋商业楼和一栋附属建筑（南侧附属建筑即今浙江路3号某青年旅舍，可能比北侧商业楼稍早建成），约1914年建成。建成后，备德洋行可能将原位于今广西路9号的办公地址迁至此处。1914年日德青岛战役后，日军可能将此处房产没收拍卖。据1924年《接收青岛纪念写真》所附广告记载，该建筑当时为荷华洋行（Hollandia Stores）所使用，该行经营欧美杂货、罐头食物、本地土产、外洋绸缎、布匹、呢绒等货物，经理周惟馨。
1930年代初，德商美最时洋行在此处开办葡萄酒厂，以美最时洋行名字缩写命名为美口酒厂（Melco Weinkelterei），设有酒窖。1945年日本投降后，美口酒厂作为敌产由国民政府经济部鲁豫晋特派员办公处接收，次年12月移交中央信托局山东青岛区敌伪产业清理处接管。1947年9月，美口酒厂被国民党官僚资本齐鲁企业股份有限公司收购，附属于青岛啤酒厂。

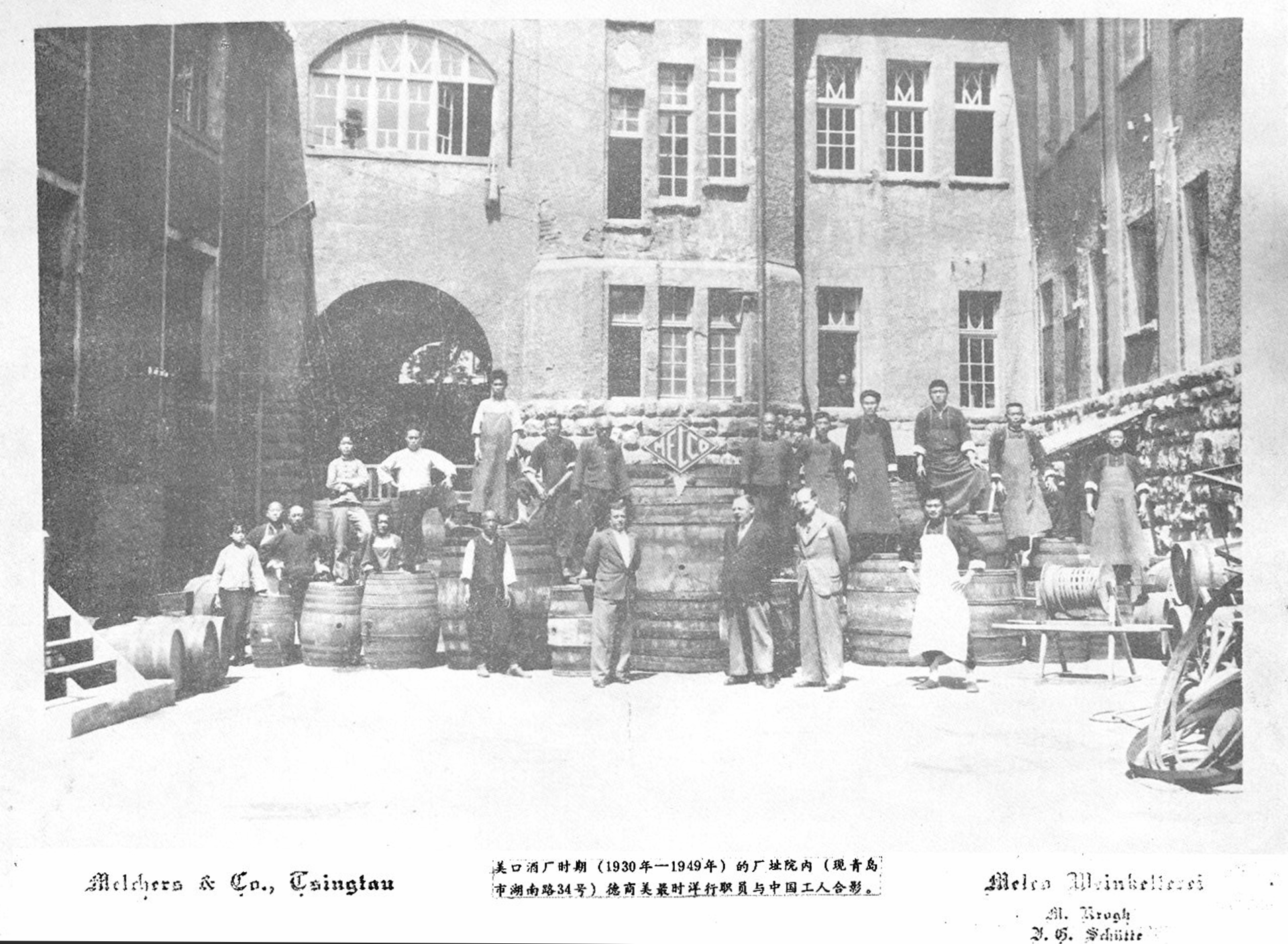
德国商人克罗格、美最时洋行职员J.G.舒特与美口酒厂员工在酒厂院内合影

1945年初，胶东军区派原招远宝盛金矿（属胶东区党委统战部）经理王子耀到青岛秘密建立联络站，以隆康公司经理为公开身份，公司及联络站与美口酒厂同处一楼。1945年5月，胶东军区联络部特派员王一民（王子耀四弟）到青岛，在国民党驻青岛部队内部建立情报网，获取众多重要情报。1946年7月14日，王一民因叛徒出卖被捕，1947年4月牺牲。有资料称1949年青岛解放后，青岛市人民政府为隆康公司签发商业营业证，营业地址在浙江路5号，经理人王子耀，为公安局供应商店，主营土产杂货，兼营海陆运输、代办客事、代理船只。
1949年6月2日青岛解放后，美口酒厂由人民政府接管，仍附属于啤酒厂。1956年，由国家投资108.6万元，在四流南路13号开辟新厂区，1957年迁入新厂区。该厂后来于1959年定名为青岛葡萄酒厂，1964年脱离青岛啤酒厂。
该建筑后来改为商铺。2006年5月20日，该建筑列入第二批青岛市历史优秀建筑。2009年7月27日，该建筑以“美口酒厂原址”之名列入第一批市南区文物保护单位。2023年7月1日，市南区在此举办解放战争时期胶东军区青岛秘密联络站事迹展，后在湖南路38号甲设立王一民烈士纪念馆。2024年5月9日下午，该楼发生火灾，屋顶阁楼大面积烧毁，阁楼以下楼层部分过火，经消防人员大约一小时扑救后扑灭明火，未造成人员伤亡。

## 建筑
据《青岛葡萄酒厂志》记载，美口酒厂在湖南路的厂址与杂货铺、木工铺、居民住宅混杂在一起，前店后厂，总面积约1000余平方米。酒厂主要建筑有二层楼一栋，地下室为贮酒库6间，约380平方米，一层楼约450平方米，为装酒室及办公室，二层楼部分为他人资产。